# G-Dragon
Kwon Ji-yong (tiếng Hàn: 권지용; Hanja: 權志龍; Hán-Việt: Quyền Chí Long, sinh ngày 18 tháng 8, 1988), được biết đến nhiều nhất với tên gọi G-Dragon (지드래곤), là một rapper, ca sĩ, nhạc sĩ và doanh nhân người Hàn Quốc, được mệnh danh là "Ông hoàng K-pop". Sinh ra và lớn lên tại Seoul, Hàn Quốc, G-Dragon ra mắt vào năm 2006 và trở nên nổi tiếng với tư cách là trưởng nhóm của nhóm nhạc nam Hàn Quốc BigBang, sau này đã trở thành một trong những nhóm nhạc nam bán chạy nhất thế giới.
Năm 2009, anh phát hành album solo đầu tiên Heartbreaker; album và ca khúc chủ đề cùng tên đã thành công về mặt thương mại, trở thành album bán chạy nhất của một nghệ sĩ solo Hàn Quốc vào thời điểm đó và mang về cho anh giải Album của năm tại Giải thưởng Âm nhạc châu Á Mnet 2009. Tiếp theo là sự hợp tác với người bạn cùng nhóm T.O.P cho album GD & TOP vào năm 2010. EP đầu tiên của anh là One of a Kind (2012), đã tạo ra ba đĩa đơn: "One of a Kind", "Crayon", và ca khúc đứng đầu bảng xếp hạng "That XX". EP đã giành giải Album xuất sắc nhất tại Giải thưởng âm nhạc Seoul năm 2013.
Năm 2013, anh bắt đầu chuyến lưu diễn vòng quanh thế giới đầu tiên mang tên chuyến lưu diễn vòng quanh thế giới đầu tiên với tư cách là một nghệ sĩ solo, trở thành nghệ sĩ solo Hàn Quốc đầu tiên lưu diễn tại các sân vận động mái vòm ở Nhật Bản. EP năm 2017 của anh, Kwon Ji Yong, đã cho ra đời đĩa đơn số một "Untitled, 2014", và chuyến lưu diễn Act III: M.O.T.T.E đã trở thành chuyến lưu diễn lớn nhất từng được một nghệ sĩ solo người Hàn Quốc thực hiện. Năm 2023, G-Dragon chính thức rời YG Entertainment sau 20 năm hoạt động, ký hợp đồng với Galaxy Corporation dưới tên thật của mình.
Được công nhận rộng rãi vì ảnh hưởng của mình đến văn hóa giới trẻ, xu hướng thời trang và âm nhạc ở Hàn Quốc, G-Dragon đã được đưa vào danh sách 2030 Power Leaders của Forbes' trong ba năm liên tiếp (2012–2014), và đã là một phần của danh sách 100 người có ảnh hưởng nhất trong thời trang của Hypebeast tám lần. Anh đã viết hoặc đồng sáng tác 24 bài hát đứng đầu trên Gaon Digital Chart hầu hết trong số đó anh cũng đồng sản xuất. G-Dragon là người nhận được nhiều giải thưởng, bao gồm tám Giải MAMA, sáu Melon Music Awards, hai Korean Music Awards và hai Golden Disc Awards, và là nghệ sĩ solo đầu tiên và duy nhất nhận được giải thưởng Giải MAMA cho Nghệ sĩ của năm (2013).

## Đầu đời và giáo dục
G-Dragon sinh ngày 18 tháng 8 năm 1988 tại Seoul, Hàn Quốc. Anh đã đăng ký vào Đại học Kyung Hee năm 2008 để học nhạc hậu hiện đại. Sau đó, anh đã bỏ học vì lịch trình bận rộn của mình, và thay vào đó, anh đã theo học chuyên ngành Nghiên cứu thể thao giải trí tại Đại học Gukje Cyber, lấy bằng Cử nhân vào năm 2013. G-Dragon đã tốt nghiệp năm 2016 với bằng Thạc sĩ về nội dung và phân phối bán lẻ tại Đại học Sejong. Các kế hoạch lấy bằng tiến sĩ đã bị trì hoãn để phù hợp với việc nhập ngũ của anh.

## Sự nghiệp

### 1994–2008: Khởi đầu sự nghiệp
G-Dragon bắt đầu sự nghiệp của mình ở tuổi sáu với tư cách là thành viên của nhóm Little Roo'Ra. Sau khi phát hành album Giáng sinh của nhóm, hợp đồng của nhóm đã bị công ty thu âm của họ chấm dứt, điều này đã gây sốc cho G-Dragon. Mặc dù anh đã thề với mẹ mình rằng anh "sẽ không [cố gắng trở thành ca sĩ] nữa", anh đã được SM Entertainment chiêu mộ trong một chuyến đi trượt tuyết cùng gia đình. Anh là thực tập sinh của hãng thu âm SM Entertainment trong năm năm (từ 8 đến 13 tuổi), chuyên về vũ đạo trước khi rời đi.
Vào năm lớp 3, một người bạn đã giới thiệu G-Dragon với nhóm nhạc rap Mỹ Wu-Tang Clan. Ảnh hưởng bởi âm nhạc của họ, anh bắt đầu quan tâm đến rap và bắt đầu tham gia các lớp học. Sau khi tham dự một trường học mùa hè do nhóm nhạc hiphop Hàn Quốc People Crew tổ chức nơi mà anh gia nhập sau khi cầu xin mẹ mình, anh ấy được giới thiệu với Lee Hee Sung, thành viên của một nhóm nhạc hip hop Hàn Quốc khác X-teen, người đã cố gắng biến G-Dragon thành Bow Wow của Hàn Quốc. Dưới sự hướng dẫn của People Crew's, anh ấy đã tham gia phát hành album nhạc hip-hop Hàn Quốc Korean hiphop Flex (대한민국 힙합플렉스 2001) năm 2001, trở thành rapper trẻ nhất Hàn Quốc ở tuổi 13. Mặc dù anh ấy tự viết lời bài hát, anh ấy thừa nhận rằng tiếng Anh của mình còn yếu và câu chuyện đằng sau lời bài hát chỉ là một câu chuyện điển hình khác "Tôi còn trẻ, nhưng tôi là người giỏi nhất". Ngoài ra, anh và thành viên tương lai của BigBang Choi Seung-hyun là "bạn hàng xóm từ thời trung học" và thường nhảy và đọc rap cùng nhau trước khi G-Dragon chuyển đi. Thu hút sự chú ý của Sean của bộ đôi hip-hop Jinusean từ YG Entertainment, anh đã giới thiệu G-Dragon với CEO của hãng thu âm của Sean Yang Hyun Suk. Sau khi ký hợp đồng với hãng thu âm, G-Dragon đã dành năm đầu tiên để dọn dẹp phòng thu cho các nghệ sĩ khác trong hãng thu âm và lấy chai nước trong khi luyện tập vũ đạo.

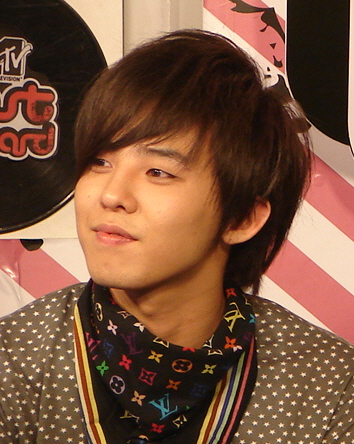
G-Dragon tại MTV Fast Forward, Thái Lan, 2007

Anh đã chọn nghệ danh G-Dragon ("Ji" có phát âm giống "G", và Yong nghĩa là "rồng" trong tiếng Hàn). Anh ấy góp mặt trong album của các nghệ sĩ khác và phát hành một số đĩa đơn với Dong Young-Bae (Taeyang) dưới cái tên "GDYB." Sau khi YG Entertainment hủy bỏ kế hoạch và thay vào đó lựa chọn một nhóm nhạc nam, G-Dragon đã liên lạc với Choi, người đã thử giọng. G-Dragon, Taeyang và Choi (người chọn nghệ danh T.O.P) được ghép đôi với ba thành viên khác (Jang Hyun-seung, Daesung và Seungri).
Sự hình thành của nhóm đã được ghi lại trên truyền hình, nhưng trước khi chính thức ra mắt, Jang đã bị loại. Sự ra mắt của ban nhạc năm thành viên này đã đạt được thành công vừa phải, với album đầu tiên của họ đã bán được hơn 100.000 bản, và bao gồm bản thu âm solo đầu tiên của G-Dragon, một bản cover ca khúc "This Love" của nhóm nhạc rock Mỹ Maroon 5. Việc phát hành EP Always vào năm 2007 là một sự thay đổi về mặt âm nhạc so với các sản phẩm trước đó của họ và chứng kiến sự tham gia ngày càng nhiều của G-Dragon vào quá trình sản xuất. Một số bài hát do anh sáng tác, bao gồm đĩa đơn chính "Lies", trở thành bản hit đầu tiên của nhóm đạt vị trí số một. Các EP tiếp theo của họ cũng theo bước sản phẩm tiền nhiệm: Hot Issue cho ra đời "Last Farewell" trong khi Stand Up cho ra đời "Haru Haru"; cả hai đĩa đơn do anh sáng tác đều đứng đầu bảng xếp hạng. G-Dragon là người sản xuất phần lớn các ca khúc của BigBang, đồng thời cũng tham gia sản xuất album mở rộng đầu tay của Taeyang là Hot (2008).

### 2009–2011: Ra mắt solo và sự nổi tiếng về thương mại
Năm 2009, G-Dragon góp mặt trong bài hát "Super Fly" của ca sĩ Lexy cho album Rush của cô cùng với Taeyang và T.O.P. Sau đó, anh đã hợp tác với nhóm nhạc nam Nhật Bản W-inds. cho đĩa đơn của họ, "Rain Is Fallin'/Hybrid Dream". Album solo đầu tiên của anh, Heartbreaker, được phát hành vào tháng 8 năm đó. Có sự hợp tác với một số nghệ sĩ, bao gồm Teddy của 1TYM, Taeyang, Kush, CL và Sandara Park của 2NE1, và được thúc đẩy bởi đĩa đơn chính cùng tên, album đã bán được hơn 300.000 bản, và giành giải Album của năm tại Giải MAMA 2009. Ngay sau khi Heartbreaker được phát hành, G-Dragon đã bị cáo buộc đạo nhạc bởi Sony Music khi bài hát "Heartbreaker" và "Butterfly" của anh được cho là tương tự như "Right Round" của Flo Rida và "She's Electric" của Oasis. Tuy nhiên, EMI, hãng thu âm phát hành "Right Round" cho biết họ không thấy có điểm tương đồng nào giữa hai bài hát này.
Vào ngày 6 tháng 3 năm 2010, YG Entertainment thông báo rằng họ đã đích thân liên lạc với đại diện của Flo Rida để yêu cầu anh góp mặt trong album trực tiếp của G-Dragon, Shine a Light, mà Flo Rida đã chấp nhận. Để quảng bá cho album của mình, G-Dragon đã tổ chức buổi hòa nhạc solo đầu tiên tại Olympic Gymnastics Arena vào tháng 12 năm 2009. Tên của buổi hòa nhạc, Shine a Light, bắt nguồn từ lời bài hát "A Boy" của anh. Buổi hòa nhạc sau đó đã gây ra tranh cãi sau những lời phàn nàn về sự tục tĩu và nội dung gợi ý. Bộ Y tế, Phúc lợi và Gia đình Hàn Quốc sau đó đã yêu cầu các công tố viên chính phủ điều tra xem G-Dragon hoặc YG Entertainment có vi phạm luật về biểu diễn khiêu dâm trong buổi hòa nhạc của mình hay không. Anh được tuyên bố vô tội và được xóa mọi cáo buộc vào ngày 15 tháng 3 năm 2010.

Vào tháng 11 năm 2010, G-Dragon và T.O.P đã phát hành album hợp tác của họ GD & TOP. Trước khi phát hành album, bộ đôi này đã tổ chức buổi ra mắt album trên toàn thế giới tại Quảng trường Thời đại ở Quận Yeongdeungpo, Seoul, cũng được phát trực tiếp trên YouTube. Để quảng bá cho album của mình, bộ đôi này đã phát hành ba đĩa đơn: "High High", "Oh Yeah" và "Knock Out" (tiếng Hàn: 뻑이가요; Romaja: Ppeogigayo). Cả ba đĩa đơn đều ra mắt trước khi phát hành album và đạt được thành công về mặt thương mại: "High High" đạt vị trí số một trên một số chương trình âm nhạc trong khi "Oh Yeah" đạt vị trí thứ hai trên Gaon Digital Chart. Album được phát hành vào đêm Giáng sinh và ra mắt ở vị trí số một trên Gaon Album Chart với số lượng đặt hàng trước là 200.000 bản.

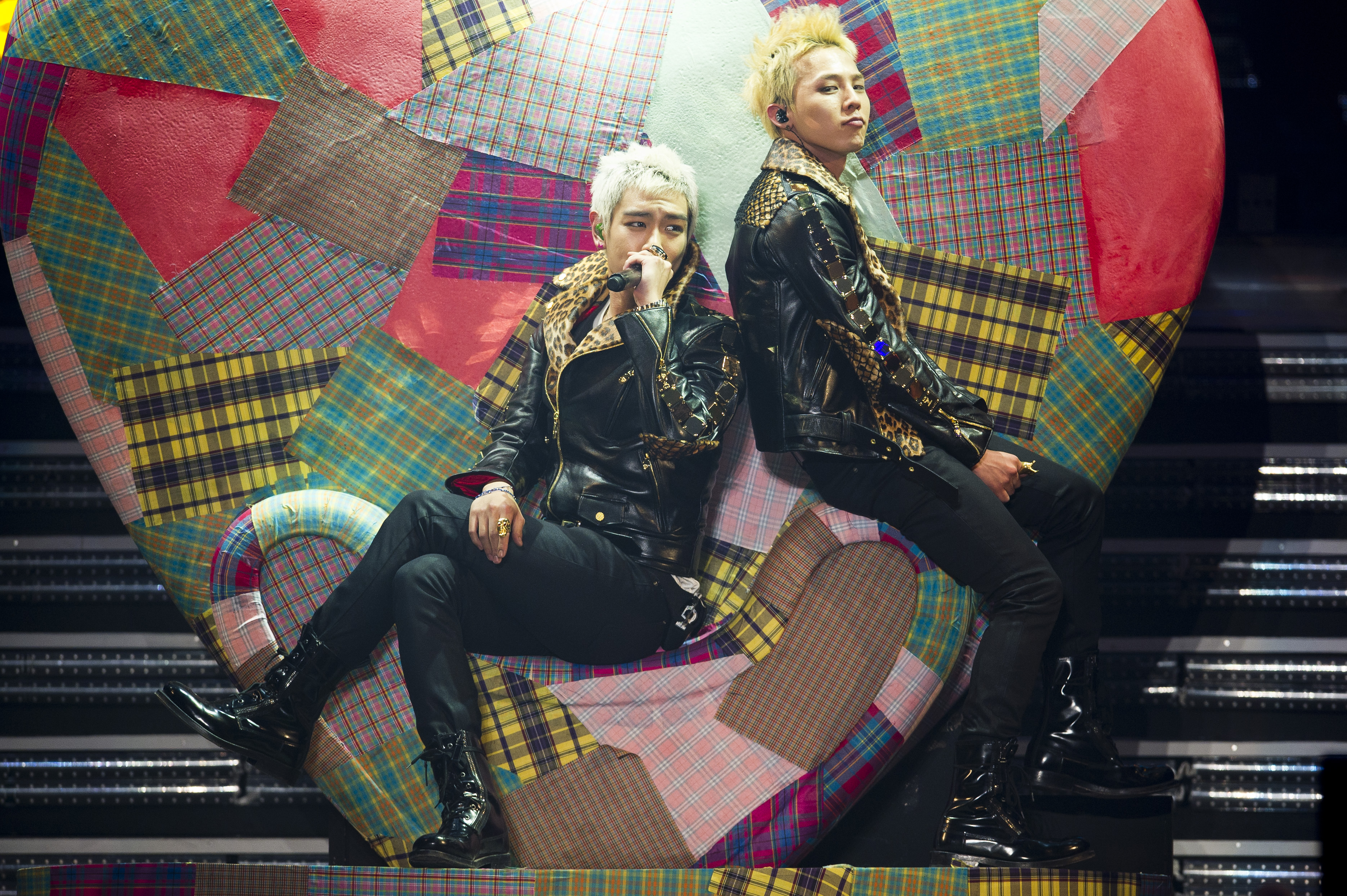
G-Dragon trình diễn với T.O.P. năm 2011

G-Dragon cũng đã thành lập một bộ đôi với Park Myung-soo cho Infinite Challenge Seohae Ahn Highway Song Festival 2011. Họ phát hành bài hát "Having an Affair" có sự góp mặt của Park Bom từ 2NE1 vào ngày 2 tháng 6 năm 2011. Bài hát sau đó đã trở thành bài hát được tải xuống nhiều thứ hai trên Gaon Music Chart năm 2011.

### 2012–2013: Những năm đột phá và trở lại với Big Bang

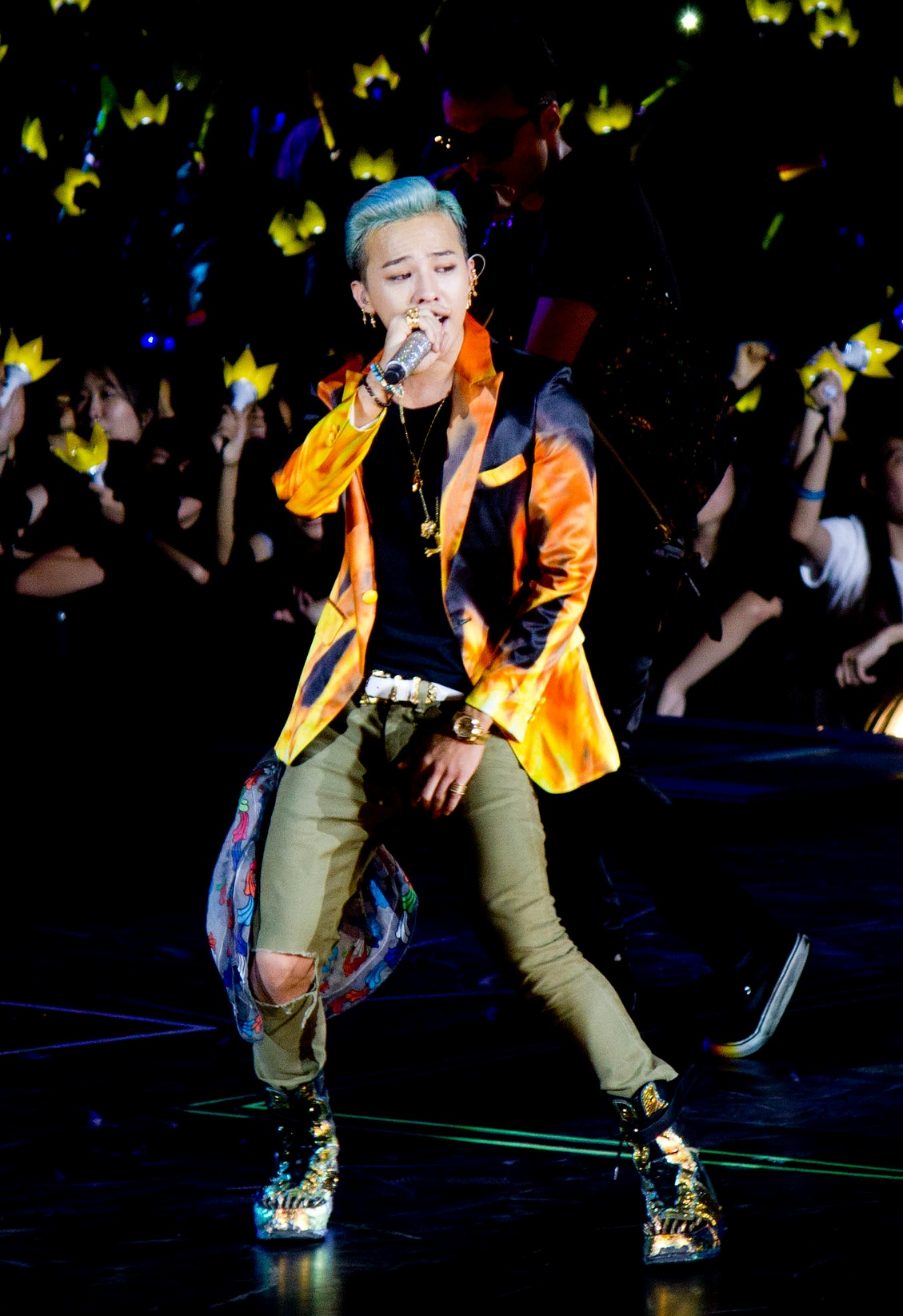
G-Dragon biểu diễn tại Alive Galaxy Tour ngày 28 tháng 9 năm 2012.

Trong khi thực hiện các ca khúc solo mới, G-Dragon đã xuất hiện trong phiên bản tiếng Nhật của album Young Foolish Happy của Pixie Lott, cùng với T.O.P. Đĩa nhạc mở rộng đầu tiên của anh ấy One of a Kind được phát hành vào ngày 15 tháng 9 năm 2012, vẽ những đánh giá tích cực, cán đích đầu tiên trên Billboard World Album Chart và gia nhập Billboard 200 Chart ở vị trí 161. Ba đĩa đơn được phát hành để hỗ trợ cho album: bản hit lọt top năm "One of a Kind," đã mang về cho anh giải thưởng Ca khúc nhạc Hip Hop và Rap hay nhất năm từ Korean Music Awards và Giải thưởng Rhythmer; ca khúc đứng đầu "That XX" và bản hit top 3 "Crayon" được Spin xếp hạng là đĩa đơn K-Pop hay nhất trong năm. Album đã bán được hơn 200.000 bản, trở thành album solo bán chạy nhất tại Hàn Quốc kể từ khi phát hành album đầu tay Heartbreaker vào năm 2009. Anh đã giành giải "Nghệ sĩ solo nam xuất sắc nhất" tại Giải thưởng âm nhạc châu Á Mnet lần thứ 14 và "Bản thu âm của năm" cho One of a Kind tại Giải thưởng âm nhạc Seoul lần thứ 22. G-Dragon cũng đã bắt đầu One of a Kind World Tour vào năm 2013, trở thành nghệ sĩ solo Hàn Quốc đầu tiên tổ chức chuyến lưu diễn bốn sân vận động mái vòm tại Nhật Bản và là nghệ sĩ solo Hàn Quốc thứ hai có chuyến lưu diễn vòng quanh thế giới (nghệ sĩ đầu tiên là Rain). Chi phí sản xuất cho chuyến lưu diễn này là 3,5 triệu đô la, trở thành chuyến lưu diễn có quy mô lớn nhất trong lịch sử Hàn Quốc vào thời điểm đó. Chuyến lưu diễn được tổ chức tại 8 quốc gia, ghé thăm 13 thành phố với tổng cộng 27 buổi hòa nhạc thu hút 570.000 người hâm mộ.
Vào tháng 8 năm 2013, G-Dragon đã biểu diễn "Shake The World" như một phần mở đầu cho "One Of A Kind," "Feat. Missy Elliott" (Missy Elliott Ver.) và "Crayon" tại buổi hòa nhạc KCON 2013 ở Los Angeles.
Sau chuyến lưu diễn rộng rãi, G-Dragon đã quay trở lại phòng thu để thu âm album phòng thu thứ hai của mình. YG Entertainment sau đó thông báo rằng nhạc sĩ từng đoạt giải Grammy Missy Elliott sẽ góp mặt trong album. Coup d'Etat (2013) được phát hành thành hai phần trực tuyến, với toàn bộ album được phát hành dưới dạng vật lý vào ngày 13 tháng 9, có sự hợp tác với Diplo, Baauer, Boys Noize, Sky Ferreira, Siriusmo, Zion.T, Lydia Paek, và đồng nghiệp cùng hãng đĩa Jennie Kim. G-Dragon và Missy Elliott đã biểu diễn ca khúc "Niliria" tại KCON 2013 ở Los Angeles. Sáu ca khúc từ Coup d'Etat đã lọt vào top 10 của Gaon Digital Chart, bao gồm ca khúc số một "Who You?". Đĩa đơn có thành tích tốt nhất của album là "Crooked", với hơn 1,8 triệu lượt tải xuống kỹ thuật số, đó là video ca nhạc solo đầu tiên của anh vượt qua 100 triệu lượt xem trên YouTube. Bài hát tiêu đề "Coup d'Etat" được Billboard chọn là một trong những bản nhạc EDM đột phá của năm 2013. Album này đã lọt vào bảng xếp hạng Billboard 200, giúp G-Dragon trở thành nghệ sĩ Hàn Quốc đầu tiên có nhiều lần lọt vào bảng xếp hạng này. Sự thành công của Coup d'Etat đã giúp G-Dragon giành được tổng cộng bốn giải thưởng tại Mnet Asian Music Awards lần thứ 15: Nghệ sĩ nam solo xuất sắc nhất, Video ca nhạc xuất sắc nhất cho "Coup d'Etat", Màn trình diễn xuất sắc nhất cho "Crooked", và giải thưởng cao nhất, Nghệ sĩ của năm. Sau đó, anh đã giành giải Nghệ sĩ giải trí xuất sắc nhất thế giới và Album xuất sắc nhất thế giới tại World Music Awards.
G-Dragon lại tham gia lễ hội âm nhạc Infinite Challenge lần thứ hai vào ngày 17 tháng 10 năm 2013, tại Imjingak, sáng tác và trình diễn ca khúc "Going to Try" cùng nghệ sĩ hài Jeong Hyeong-don.

### 2014–2016: Album mới và thành công ngày càng tăng

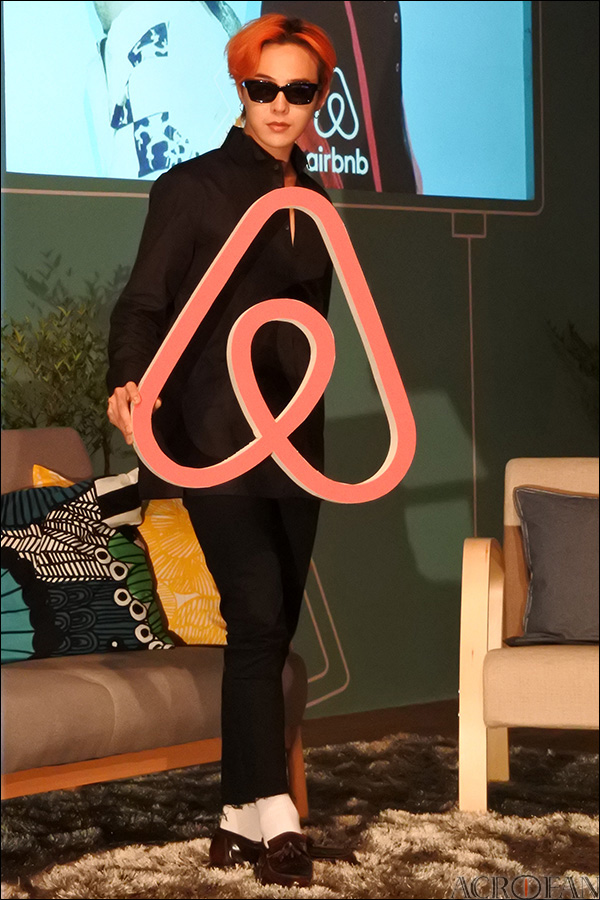
G-Dragon trở thành gương mặt đại diện của Airbnb tại châu Á vào năm 2015.

Năm 2014, G-Dragon đã viết và sản xuất cho các nghệ sĩ khác của YG. Anh ấy đã viết ca khúc "Good to You" trong album của 2NE1 Crush. Anh cũng làm việc cho album thứ hai của Taeyang Rise, viết và sản xuất đĩa đơn chính "Ringa Linga" và "Stay With Me", và là nghệ sĩ góp mặt trong ca khúc sau. Vào tháng 11 năm 2014, G-Dragon và Taeyang đã thành lập một bộ đôi GD X TAEYANG để phát hành đĩa đơn "Good Boy", ra mắt tại vị trí # 1 trên bảng xếp hạng Billboard's World Digital Songs, lần thứ ba một nghệ sĩ Hàn Quốc đứng đầu bảng xếp hạng sau PSY và 2NE1. Đĩa đơn này đã có hơn 1,2 triệu lượt tải xuống ở Hàn Quốc, trong khi video ca nhạc của họ đã vượt qua 100 triệu lượt xem trên YouTube; điều này đã đưa BigBang trở thành nhóm nhạc nam Hàn Quốc đầu tiên có ba video đạt nhiều lượt xem như vậy trên YouTube. Vào tháng 12 cùng năm, G-Dragon đã hợp tác với Skrillex và Diplo cho bài hát "Dirty Vibe", có sự góp mặt của người bạn cùng công ty CL. Đĩa đơn này đã xếp hạng ở vị trí số 15 trên Billboard's Hot Dance/Electronic Songs và thứ 21 trên Dance/Electronic Digital Songs, khiến họ trở thành nghệ sĩ Hàn Quốc đầu tiên lọt vào bảng xếp hạng. Năm 2015, anh đã viết và sản xuất một bài hát cho Welcome Back, album đầu tay của nhóm nhạc tân binh mới nhà YG iKON.
G-Dragon đã dành phần lớn năm 2015 và 2016 để lưu diễn cùng nhóm nhạc của mình cho album tiếng Hàn thứ ba, biểu diễn cho hơn 3,6 triệu người hâm mộ trong hai năm. Năm 2015, anh tham gia lễ hội âm nhạc Infinite Challenge lần thứ ba liên tiếp và lần đầu tiên cùng với thành viên cùng nhóm Taeyang. Bộ đôi này đã hợp tác với Hwang Kwanghee của ZE:A và phát hành đĩa đơn "Mapsosa", đạt vị trí số 2 trên Gaon Digital Chart, và đã bán được 1,1 triệu bản vào cuối năm, trở thành một trong những bài hát bán chạy nhất năm 2015. Anh ấy lại xuất hiện trong chương trình đó vào năm sau, trong chương trình đặc biệt Muhan Company, trong đó anh diễn xuất lần đầu tiên. Ngoài ra, anh còn xuất hiện cùng với rapper người Anh M.I.A. trong bài hát của Baauer "Temple" từ album ra mắt của anh Aa. Bài hát được xếp hạng ở vị trí số 36 trên Dance/Electronic Digital Songs và thứ 26 trên Hot Dance/Electronic Songs của Billboard, khiến anh trở thành nghệ sĩ nam Hàn Quốc đầu tiên lọt vào cả hai bảng xếp hạng.

### 2017–2018:Kwon Ji Yong, chuyến lưu diễn phá kỷ lục và nghĩa vụ quân sự
Vào ngày 1 tháng 2 năm 2017, G-Dragon đã góp mặt trong bài hát "Complex" của Zion.T đạt vị trí thứ hai trên Gaon Digital Chart. Anh cũng là rapper khách mời cho đĩa đơn chính của IU "Palette," nằm trong album cùng tên của cô đã đứng đầu bảng xếp hạng Gaon trong hai tuần liên tiếp. Sau khi các hoạt động quảng bá cùng ban nhạc của mình kết thúc, G-Dragon bắt đầu chuẩn bị cho việc phát hành album mới cùng với chuyến lưu diễn solo.
Đĩa đơn "Bullshit" được ấn định là đĩa đơn chính trước khi phát hành EP thứ hai mang tên EP của anh ấy. Do vụ bê bối cần sa của thành viên cùng nhóm T.O.P và cái tên khiêu khích của đĩa đơn, "Untitled, 2014" đã được phát trên đài phát thanh để tránh gây thêm tranh cãi cho hãng thu âm của nghệ sĩ. Từ bỏ phương pháp phát hành nhạc truyền thống trên Đĩa CD, Kwon Ji Yong đã được phát hành dưới dạng ổ USB flash vào ngày 8 tháng 6, gây ra sự chỉ trích từ Gaon, từ chối coi đây là album chính thức. Gaon đã đảo ngược quyết định của mình vào cuối năm đó, thừa nhận định dạng không theo thông lệ này là hợp pháp. Album này đã đứng đầu bảng xếp hạng iTunes tại 46 quốc gia, nhiều nhất trong số các album của Hàn Quốc, bao gồm bảng xếp hạng iTunes của Hoa Kỳ. Kwon Ji Yong cũng đứng đầu bảng xếp hạng album trên toàn thế giới của iTunes và bảng xếp hạng iTunes châu Âu, giúp anh trở thành nghệ sĩ solo đầu tiên của Hàn Quốc làm được điều này. Tại Hoa Kỳ, Kwon Ji Yong đã trở thành album bán chạy nhất của anh chỉ sau một ngày và là album thứ ba lọt vào bảng xếp hạng Billboard 200 và là album đầu tiên đạt vị trí số một trên bảng xếp hạng Heatseeksers Albums. Ngoài ra, EP đã trở thành đĩa đơn đứng đầu bảng xếp hạng thứ ba của anh và là đĩa đơn đầu tiên của một nghệ sĩ solo người Hàn Quốc dành nhiều tuần đứng đầu bảng xếp hạng Billboard World Albums. Tại Trung Quốc, album đã vượt qua con số 760.000 bản kỹ thuật số được bán ra trong một ngày trên QQ Music, trang web âm nhạc lớn nhất nước này. Sáu ngày sau khi phát hành, album đã vượt qua mốc một triệu bản được bán ra, trở thành album đạt được thành tích này nhanh nhất và là album bán chạy nhất trong năm cho đến thời điểm hiện tại. Chuyến lưu diễn vòng quanh thế giới lần thứ hai của anh, Act III: M.O.T.T.E, bắt đầu tại Sân vận động World Cup Seoul vào ngày 10 tháng 6, 2017 và đã ghé thăm 29 thành phố trên khắp Châu Á, Bắc Mỹ, Châu Âu và Châu Đại Dương. Chuyến lưu diễn này là chuyến lưu diễn lớn nhất của một nghệ sĩ Hàn Quốc tại Hoa Kỳ và Châu Âu, và là chuyến lưu diễn hòa nhạc lớn nhất từng được một nghệ sĩ solo Hàn Quốc thực hiện, với sự tham gia của 654.000 người trên toàn thế giới. Một bộ phim tài liệu hậu trường về chuyến lưu diễn đã được YouTube Premium phát hành vào tháng 9 năm 2018.
G-Dragon bắt đầu nghĩa vụ quân sự bắt buộc kéo dài hai năm vào ngày 27 tháng 2 năm 2018, bằng cách gia nhập trại huấn luyện của Sư đoàn Bộ binh số 3 ở tỉnh Gangwon với tư cách là một người lính tại ngũ, nơi anh xuất ngũ vào ngày 26 tháng 10 năm 2019 sau khi hoàn thành các yêu cầu.

### 2020–nay: Xuất ngũ và rời YG Entertainment
Sau bốn năm gián đoạn, G-Dragon đã trở lại với tư cách là thành viên của BigBang với bài hát "Still Life" vào ngày 4 tháng 4 năm 2022.
Vào ngày 1 tháng 1 năm 2023, G-Dragon thông báo anh sẽ chuẩn bị một album trở lại. Vào tháng 6 năm đó, YG thông báo rằng hợp đồng của G-Dragon đã hết hạn, mặc dù vẫn sẽ hợp tác với anh ấy trong các hoạt động như quảng cáo trong khi thảo luận thêm về việc gia hạn hợp đồng.
 Vào ngày 20 tháng 12, có thông báo rằng G-Dragon đã chính thức rời khỏi YG Entertainment. Cùng ngày, Galaxy Corporation chính thức tuyên bố họ đã ký hợp đồng chính thức với G-Dragon, với kế hoạch anh sẽ trở lại vào năm 2024.
Trong số ngày 30 tháng 10 của You Quiz on the Block, G-Dragon giới thiệu ca khúc mới đầu tiên của mình kể từ năm 2017, một đĩa đơn phát hành trước có tựa đề "Power". Album được phát hành chính thức vào ngày 31 tháng 10, cùng với thông báo rằng G-Dragon đã ký hợp đồng phát hành nhạc với Empire Distribution. Một bài hát mới khác, "Home Sweet Home" có sự góp mặt của hai thành viên Big Bang là Taeyang và Daesung, được phát hành vào ngày 22 tháng 11. Bộ ba đã biểu diễn bài hát vào ngày hôm sau tại Giải MAMA 2024, cùng với "Power", "Untitled, 2014", "Fantastic Baby", và "Bang Bang Bang". "Home Sweet Home" đạt vị trí số một trên Bảng xếp hạng kỹ thuật số Circle tại Hàn Quốc, trở thành đĩa đơn quán quân thứ sáu của anh. G-Dragon tiếp tục xuất hiện tại SBS Gayo Daejeon năm 2024 vào ngày 25 tháng 12 và tại Le Gala Des Pieces Jaunes ở Paris vào ngày 23 tháng 1 năm 2025, cùng với Taeyang.
Vào ngày 4 tháng 2 năm 2025, đã xác nhận rằng album phòng thu thứ ba của G-Dragon có tựa đề Übermensch, sẽ được phát hành vào ngày 25 tháng 2. Được coi là chương trình giải trí solo đầu tiên của G-Dragon, rapper đã hợp tác với Kim Tae-ho, nhà sản xuất nổi tiếng của Infinite Challenge (2005–2018), để tạo ra chương trình âm nhạc tạp kỹ, Good Day. Nó được công chiếu vào ngày 16 tháng 2 năm 2025, trên MBC và Disney+.

## Phong cách nghệ thuật

### Âm nhạc

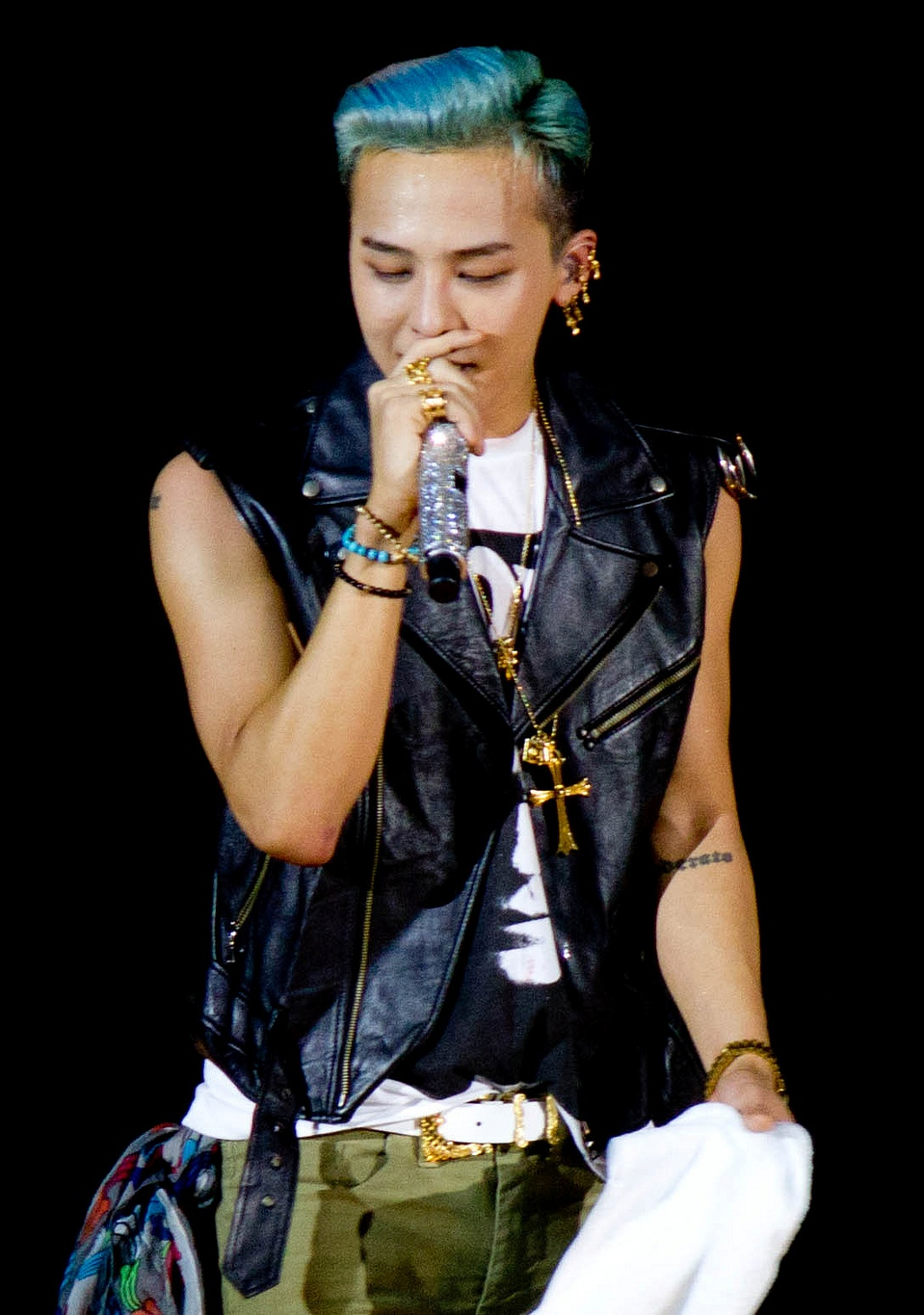
G-Dragon vào tháng 9 năm 2012

Lấy cảm hứng từ âm nhạc của Wu-Tang Clan và trích dẫn ca sĩ kiêm nhạc sĩ nhạc rap người Mỹ Pharrell Williams là "anh hùng âm nhạc" của mình, Danh sách sản xuất đĩa nhạc của G-Dragon chủ yếu là hip hop. Anh cũng đã liệt kê Jinusean, Fabolous và Kanye West là những người có ảnh hưởng. Năm 12 tuổi, anh đã tham gia vào album nhạc hip hop thường niên Flex để khởi động sự nghiệp nghệ sĩ hip hop của mình. Khi BigBang ra mắt, G-Dragon chủ yếu sản xuất các bài hát hip hop cho album của họ trước khi nhóm năm người này tách ra và thử nghiệm với nhạc điện tử, đưa nó trở thành xu hướng âm nhạc mới ở Hàn Quốc. Trong khi ban nhạc tiếp tục kết hợp nhiều thể loại khác nhau vào các tác phẩm của mình, G-Dragon chủ yếu tập trung vào hip hop cho các nỗ lực solo của mình và hai nhóm nhỏ mà anh tham gia (GD & TOP, GD X Taeyang) để đối chiếu âm nhạc của BigBang.
Album đầu tiên Heartbreaker là sự kết hợp giữa nhạc dance, hip-hop và R&B trong khi nhạc acoustic, nhạc hip hop và nhạc điện tử chịu ảnh hưởng đến GD & TOP. Bài hát "Crayon" từ EP One of a Kind là sự kết hợp giữa nhạc hip-hop và nhạc điện tử trong khi "One of a Kind" là bài hát hip hop và pop-rap. Album thứ hai của G-Dragon, Coup d'Etat, được biết đến là sự kết hợp chiết trung giữa hip-hop, dubstep, rock, electro và pop, với Jessica Oak từ tạp chíBillboard mô tả bài hát tiêu đề album, được đồng sản xuất bởi DJ người Mỹ Diplo và Baauer, là một bài hát có nhịp độ chậm chịu ảnh hưởng của trap. Bài hát lấy mẫu từ bài hát "The Revolution Will Not Be Televised" của Gil Scott-Heron. "Crooked" được mô tả là "một thể loại pop-punk tổng hợp, cực kỳ hấp dẫn" với âm thanh "sáng như đèn neon", kết hợp "tiếng trống mạnh mẽ và tiếng riff guitar metal" và có "bassline mạnh mẽ và âm thanh được khuếch đại hoàn toàn ở phần điệp khúc." Trong ca khúc này, G-Dragon còn kết hợp rap với hát. "Niliria" được biết đến vì có âm hưởng dân tộc và siêu thực.
Kwon Ji Yong tiếp tục có các bài hát thuộc thể loại hip-hop và R&B, ngoại trừ đĩa đơn chính, "Untitled, 2014", là một bản ballad. Mặc dù chủ yếu là một rapper, bản sau cũng có G-Dragon chỉ hát trên một "đệm piano đơn", với việc Jeff Benjamin của Fuse so sánh bài hát với Someone like You của Adele vì sự đơn giản của nó. Bài mở đầu, "Middle Fingers-Up", có một đoạn riff piano với nhịp trap cơ bản. Act I. hoặc "Bullshit" là một bản nhạc hip-hop nhiều lớp đặc trưng bởi điệp khúc sôi động và nhịp điệu và nhịp điệu thay đổi đột ngột. Act II. hoặc "Super Star" là một bản nhạc chậm kết hợp với nhạc trap, đầy tiếng trống đồng, kèn Trung Đông, tiếng tổng hợp du dương và điệp khúc đệm. Bài kết thúc, "Divina Commedia", là một ca khúc R&B thử nghiệm lấy mẫu từ "Veridis Quo" từ album Discovery năm 2001 của Daft Punk.

### Lời nhạc và chủ đề
G-Dragon viết phần lớn lời bài hát của mình, giải thích rằng "mỗi cảm xúc [khi sáng tác nhạc] đều khác nhau", sử dụng cảm xúc của mình để chỉ đạo nội dung lời bài hát và sáng tác các bài hát của mình. Thích viết lời bài hát "nghe giống như một câu chuyện có thật"," G-Dragon cho biết anh đã truyền vào quá trình sáng tác của mình "một cảm giác rùng rợn" khi viết những bài hát giống như phim kinh dị, như "She's Gone", "Window" và "That XX". Tạp chí Spin viết rằng âm nhạc của G-Dragon "táo bạo theo tiêu chuẩn K-pop, cực kỳ sáng tạo theo bất kỳ tiêu chuẩn nào" và rằng nam rapper này có vẻ "không ngại tiến về phía trước".
The Guardian lưu ý rằng các bài hát của anh nổi bật với "những chủ đề sâu sắc hơn bao gồm tự hủy hoại và ái kỷ." Lời bài hát "A Boy" là để đáp lại những lời chỉ trích tiêu cực xung quanh vụ bê bối đạo nhạc năm 2009 của anh, khi nghệ sĩ này từ chối từ bỏ sự nghiệp của mình bất chấp những thất bại. "Crooked" được tạo ra để thể hiện thái độ punk tự nhiên của anh bằng cách mô tả một người đàn ông "đầy lo lắng và tuyệt vọng" đòi được ở một mình khi anh ta dành cả đêm "như một 'người có đầu óc gian xảo', bởi vì cuối cùng, anh ta cô đơn và không cần bất kỳ 'sự thông cảm ngọt ngào' nào của bất kỳ ai.'" Việc anh sử dụng ngôn ngữ tục tĩu trong "That XX" đã gây ra nhiều tranh cãi và bài hát này bị coi là không phù hợp với người nghe dưới 19 tuổi. Thảo luận về các chủ đề "thô tục" như tiền bạc và danh vọng, "One of a Kind" từ EP cùng tên thường được xem là một trong những tác phẩm hay nhất của anh, tạp chí Ize liệt kê đây là một trong những bài hát đáng nhớ nhất do G-Dragon sáng tác, nhận xét rằng nó đã nâng cao vị thế của anh như một nhạc sĩ hip-hop. "Middle Fingers Up" từ Kwon Ji-Yong nói về số lượng các mối quan hệ cá nhân ngày càng giảm sút và vòng tròn xã hội ngày càng thu hẹp của anh trong khi lời bài hát "Bullshit" mang tính tự tham chiếu, ám chỉ đến "Crayon" theo tên trong khi từ tượng thanh chó gợi nhớ đến ca khúc chủ đề của album gần nhất của anh Coup d'Etat. Anh có cách tiếp cận hối hận hơn trong "Untitled, 2014", với lời xin lỗi của nam rapper về "những hành động trong quá khứ, cầu xin sự tha thứ và cơ hội được gặp lại người yêu cũ dù chỉ là một lần nữa hoặc trong giấc mơ" trong những gì được mô tả là "một bức thư gửi người yêu cũ".
Anh cũng khám phá những chủ đề khác với tư cách là nhà sản xuất cho BigBang: "If You" được lấy cảm hứng từ thời điểm nghệ sĩ đang yêu, "Bae Bae" được lấy cảm hứng từ tác phẩm của nghệ sĩ người Anh Francis Bacon và chủ nghĩa khiêu dâm trong các bức tranh của ông, trong khi "Loser" được viết ra nhằm mục đích nhân cách hóa nhóm. Để phân biệt mình với những nghệ sĩ và nhạc sĩ khác, G-Dragon thừa nhận "tạo nên sự thay đổi ở mọi góc độ và gợi lên [một] câu chuyện khác nhau" với từng phần trong âm nhạc của mình, thừa nhận rằng mặc dù điệp khúc là phần hấp dẫn nhất của bài hát, anh muốn tất cả các phần trong bài hát của mình đều được ghi nhớ. Ngoài việc sản xuất các bài hát cho ban nhạc của riêng mình, G-Dragon cũng đã sản xuất cho các nghệ sĩ khác, bao gồm cả sự nghiệp solo của các thành viên cùng nhóm Taeyang, Seungri và Daesung, và các đồng nghiệp cùng hãng YG Entertainment iKon và 2NE1. Anh thường được mô tả là một người "cầu toàn" và rất khắt khe trong các buổi thu âm.

### Sân khấu và bản ngã

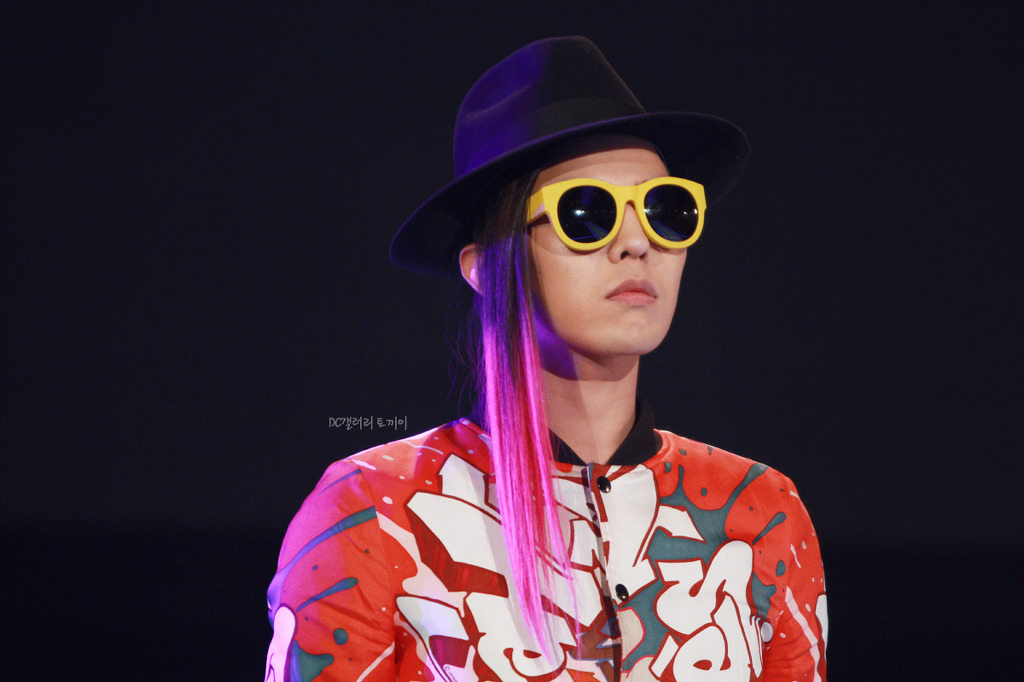
G-Dragon trong trang phục biểu diễn tại Alive Tour của Big Bang vào năm 2012

Sự hiện diện trên sân khấu và màn trình diễn của G-Dragon đã được đón nhận nồng nhiệt. Trong bài đánh giá cho One of a Kind World Tour của mình, Billboard khẳng định rằng G-Dragon là một "nghệ sĩ biểu diễn cực kỳ năng động" và đã phá vỡ mọi giới hạn trong chuyến lưu diễn này, được mô tả là "sôi động" và "mang đẳng cấp Michael Jackson". MWave tuyên bố rằng G-Dragon đã chứng tỏ anh thực sự là một người độc nhất vô nhị khi "anh ấy bùng nổ với phong cách và cá tính riêng trong suốt buổi hòa nhạc." Nhà phê bình kết luận rằng nam rapper "lấp đầy mọi ngóc ngách của sân khấu một cách hoàn hảo bằng sự hiện diện solo của mình." Chuyến lưu diễn vòng quanh thế giới lần thứ hai của anh, Act III: M.O.T.T.E, nhận được nhiều lời khen ngợi từ các nhà phê bình và người hâm mộ và được đánh giá là gần gũi hơn. Trong bài đánh giá về một trong những buổi biểu diễn của anh tại Thái Lan, Riddhi Chakraborty từ Rolling Stone India đã khen ngợi nam ca sĩ kiêm rapper này vì đã mang đến "những vũ đạo chính xác" với "sự nhiệt tình không lay chuyển [...] và sự trung thực tàn bạo" trong khi Kimberly Lim từ The New Paper cũng lưu ý rằng G-Dragon đã "thực hiện những động tác thách thức trọng lực và khéo léo" tại một trong những buổi hòa nhạc của anh ở Ma Cao.
Billboard K-Town mô tả các tác phẩm của anh là có quy mô lớn, kịch tính và thấm đẫm cá tính của anh, thường có sự tham gia của một ban nhạc sống cùng các vũ công chuyên nghiệp, nhiều trang phục khác nhau và sử dụng pháo hoa. Trang phục biểu diễn của nam ca sĩ - rapper này cũng thu hút sự chú ý khi tạp chí Dazed nhận xét rằng G-Dragon có "khả năng hiếm có là thoải mái và hoang dã trong những lựa chọn trang phục của mình", và kết hợp những bộ trang phục "biến điều vô lý thành tuyệt vời, [và] điều không thực tế thành điều cần thiết". G-Dragon giải thích rằng trong khi "trang phục trên sân khấu của anh rất nổi bật, táo bạo, quyến rũ và sang trọng", chúng rất khác so với "trang phục thường ngày" của anh, anh thích mặc những bộ trang phục "nổi bật và táo bạo" khi biểu diễn so với phong cách giản dị hơn ngoài đời.
Trong khi quảng bá EP Kwon Ji Yong, G-Dragon tiết lộ rằng ban đầu anh tạo ra bản ngã khác là G-Dragon để tách biệt tính cách trên sân khấu với con người thật của anh. Seoul Beats mô tả G-Dragon là "quyến rũ, tự phụ, [và] tràn đầy năng lượng", so với tính cách "khiêm tốn [và] giản dị" ngoài đời thực của anh. Trong một cuộc phỏng vấn năm 2017 với Elle, anh mô tả G-Dragon là người "tràn đầy tự tin" và là "một người sang trọng và mạnh mẽ" trong khi Kwon Ji-yong là "một chàng trai hướng nội" với "nhiều suy nghĩ trong đầu". Sau khi phát hành Kwon Ji Yong và trong khi lưu diễn Act III: M.O.T.T.E, G-Dragon bày tỏ mong muốn tách mình khỏi bản ngã khác của mình. Rolling Stone India lưu ý rằng trong tiết mục thứ ba của buổi hòa nhạc, người hâm mộ đã có thể chứng kiến "G-Dragon có vẻ ngoài khá đáng sợ biến mất thành Ji Yong nhút nhát".

## Hình ảnh công chúng
G-Dragon kiểm soát chặt chẽ sự nghiệp của mình, công khai phản đối quan điểm coi ca sĩ là "sản phẩm" của ngành giải trí và chỉ trích các công ty quản lý không trao quyền sáng tạo cho nghệ sĩ. Được biết đến với việc liên tục thay đổi hình ảnh và phong cách của mình qua nhiều năm, nam ca sĩ kiêm rapper này thường được miêu tả là thành viên "thời trang nhất" trong nhóm BigBang. Trong thời gian quảng bá cho Heartbreaker, kiểu tóc vàng của anh đã trở nên phổ biến trong cộng đồng người hâm mộ và trở thành một trong những kiểu tóc đẹp nhất năm. Anh ấy đã liên tục thay đổi mái tóc của mình qua nhiều năm, từ nhiều sắc thái màu sắc khác nhau cho đến nhiều kiểu cắt khác nhau. Ngoài ra, việc anh liên tục đội khăn quàng cổ hình tam giác trong quá trình quảng bá EP Always của BigBang đã trở thành xu hướng trong giới thanh thiếu niên và sau đó được đặt biệt danh là "khăn quàng cổ Big Bang".
G-Dragon được chú ý nhờ vẻ ngoài phi giới tính, với việc Korea JoongAng Daily gọi anh là "một ngôi sao đáng chú ý theo phong cách phi giới tính", lưu ý rằng hình ảnh của anh khác biệt so với kiểu giới tính cố định của đàn ông và phụ nữ. Tạp chí Vogue tuyên bố rằng vẻ ngoài phi giới tính hoặc chuyển đổi giới tính của ông thách thức một "xã hội vẫn duy trì các giá trị truyền thống, gia trưởng và tuân thủ chặt chẽ các lý tưởng về vẻ đẹp được tạo ra". Khi hợp tác với nhà thiết kế giày người Ý Giuseppe Zanotti để ra mắt bộ sưu tập giày nam và nữ phiên bản giới hạn, ông tuyên bố rằng "không chỉ các cô gái hay phụ nữ mới cảm thấy phấn khích và thích thú với những đôi giày đẹp. [...] [C]hính các chàng trai cũng có thể cảm thấy như vậy." Thời trang của G-Dragon được Rushali Pawar của International Business Times mô tả là "kỳ quặc và mang tính thử nghiệm" trong khi Taylor Glasby từ Tạp chí Anh Dazed and Confused mô tả phong cách của anh là "linh hoạt và sâu rộng", gọi anh là "tắc kè hoa phong cách tự nhiên". Monica Kim từ Tạp chí Vogue ngưỡng mộ "năng khiếu kỳ lạ của anh về phong cách thời trang phóng khoáng nhưng vẫn sành điệu". Joe Coscarelli từ The New York Times gọi anh là "một biểu tượng phong cách, một tắc kè hoa thường khiến cho Lady Gaga thời kỳ đỉnh cao có vẻ nghiêm trang". Anh đã lên bìa nhiều ấn bản của W, Dazed, Hypebeast, Elle, Vogue, và viết bài xã luận cho Harper's Bazaar, Esquire, cùng nhiều tạp chí châu Á khác.
Năm 2011, G-Dragon chia sẻ rằng ban đầu anh rất tự ti về vai trò của mình là một nhạc sĩ, lưu ý rằng anh đã "thay đổi nhiều thứ bao gồm cả tông giọng vì tôi ý thức được công việc của mình khi đứng trước mặt người khác". Nhận thức được rằng hình ảnh công chúng của mình rất quan trọng khi quảng bá các sản phẩm của mình, G-Dragon lưu ý rằng "những gì công chúng nhìn nhận về [tôi] là do tôi làm nên đó là lỗi của tôi nếu tôi thể hiện ý định sai trái". Đến năm 2015, anh đã trở nên thoải mái hơn, tuyên bố rằng bây giờ anh không "làm nhạc hay ăn mặc chỉ để gây ấn tượng với mọi người xung quanh. Tôi không cố gắng để ý [về âm nhạc và thời trang]".
G-Dragon được The Chosun Ilbo bình chọn là Người nổi tiếng ăn mặc đẹp nhất năm 2012, trong khi vào năm 2014, anh được bình chọn là một trong những Ngôi sao phong cách đường phố mặc đẹp nhất của năm bởi Tạp chí New York. G-Dragon được đưa vào danh sách 500 nhà dẫn đầu thời trang toàn cầu của Business of Fashion năm 2015 và 2016, trở thành một trong năm người Hàn Quốc có tên trong danh sách này và là nghệ sĩ K-Pop duy nhất lọt vào danh sách này. Anh cũng là người Hàn Quốc duy nhất có mặt trong danh sách 100 Innovators của Hypebeast.

## Các dự án khác

### Kinh doanh
Vào năm 2012, G-Dragon đã xây dựng một khách sạn nghỉ dưỡng tại Gyenggi-do như một món quà tặng cho gia đình, bỏ ra khoảng 1 tỷ won (920.000 đô la Mỹ vào thời điểm đó) để giúp tài trợ cho nó. Khu nghỉ dưỡng bao gồm 11 phòng. Vào ngày 20 tháng 10 năm 2015, G-Dragon chính thức khai trương quán cà phê đầu tiên của mình tại Đảo Jeju, với tên gọi "Monsant Cafe". Ban nhạc indie Hàn Quốc Hyukoh là nghệ sĩ đầu tiên biểu diễn tại quán cà phê vào tháng 9 năm 2015. Vào năm 2017, quán cà phê thứ hai của anh mang tên "Untitled, 2017", lấy cảm hứng từ tiêu đề của đĩa đơn gần đây nhất của anh, đã được xây dựng, cùng với một đường bowling do G-Dragon thiết kế. Nó nằm trong khu phức hợp tòa nhà YG Republique của YG Entertainment YG Town thuộc khu nghỉ dưỡng Jeju Shinhwa World, nơi anh là đại sứ.

### Quảng cáo và hoạt động thương mại
G-Dragon cùng với BigBang là một trong những người nổi tiếng được trả lương cao nhất tại Hàn Quốc thông qua hợp đồng quảng cáo, được cho là có mức giá yêu cầu là 1–1,5 triệu đô la Mỹ cho mỗi hợp đồng quảng cáo vào năm 2011. Vào tháng 8 năm 2015, anh trở thành gương mặt đại diện của Airbnb tại thị trường Châu Á. Vào năm 2016, G-Dragon bắt đầu quảng cáo cho Shinsegae, nhà bán lẻ lớn nhất tại Hàn Quốc và sản phẩm của anh được cho là chiếm hơn 49% doanh số bán hàng tại cửa hàng YG. Anh cũng là người quảng cáo cho nhãn hiệu đồ thể thao Ý Kappa nhân kỷ niệm 100 năm thành lập của họ và có thông tin cho rằng anh đã kiếm được 1,9 triệu đô la Mỹ từ thương hiệu này. Anh được chọn làm gương mặt đại diện cho mẫu xe ý tưởng Verna của Hyundai, xuất hiện tại một triển lãm ô tô ở Bắc Kinh, nơi có 10.000 người hâm mộ tụ tập để tận mắt nhìn thấy anh. Năm 2017, G-Dragon đã quảng cáo cho Vidal Sassoon tại Trung Quốc, anh ấy cũng tham gia chiến dịch toàn cầu Air Max Day của Nike và quảng cáo cho giày Vapormax, khiến các cửa hàng trực tuyến tại Hàn Quốc ngay lập tức bán hết hàng. Cùng năm đó, anh được công bố là đại sứ chính thức của khu nghỉ dưỡng sang trọng Jeju Shinhwa World, tọa lạc trên đảo Jeju, nơi anh trực tiếp tham gia phát triển khu phức hợp nghỉ dưỡng. Sau khi hoàn thành nghĩa vụ quân sự, anh đã trở thành đại sứ cho các thương hiệu như Nongfu Spring, dầu gội TS, Tiger Beer, xe BMW XM, và Ngân hàng Tài chính Hana.

### Thời trang và mỹ thuật
Năm 2013, G-Dragon hợp tác với Ambush cho một bản phát hành hợp tác đặc biệt bao gồm trang phục và phụ kiện. Bộ sưu tập làm nổi bật biểu tượng đặc trưng của G-Dragon bằng cách sử dụng thiết kế trong toàn bộ bản phát hành. Năm 2014, anh hợp tác với công ty trang sức Chow Tai Fook Enterprises và cho ra mắt bộ sưu tập do chính anh thiết kế. G-Dragon đã mở một triển lãm nghệ thuật vào năm 2015 với tên gọi Peaceminusone: Beyond the Stage. Triển lãm trưng bày 200 tác phẩm mỹ thuật của 12 nghệ sĩ trong nước và quốc tế, bao gồm Michael Scoggins, Sophie Clements và James Clar. Sau hơn một năm thực hiện triển lãm, mục tiêu của chúng tôi là kết hợp mỹ thuật hiện đại và văn hóa đại chúng để "giới thiệu nghệ sĩ trong nước đến công chúng, những người chưa quen với mỹ thuật hoặc thấy mỹ thuật khó tiếp cận". Triển lãm được tổ chức tại Bảo tàng Mỹ thuật Seoul từ ngày 6 tháng 6 đến ngày 23 tháng 8. Anh cũng đã hợp tác với Giuseppe Zanotti và thiết kế hai kiểu giày phù hợp cho cả nam và nữ. G-Dragon là một nhà sưu tập nghệ thuật nhiệt thành, được đưa vào danh sách 50 nhà sưu tập nghệ thuật đáng chú ý năm 2019 của ARTnews. Bộ sưu tập của anh bao gồm Millionare Nurse của Richard Prince, được bán tại một cuộc đấu giá của Sotheby's năm 2014 với giá 3,3 triệu đô la. Anh cũng sở hữu các tác phẩm George Condo Big John và bộ tứ tác phẩm Jean-Louis, Jean Louis với một bên tai, Vợ của Jean Louis và Chị gái của vợ Jean Louis. Anh đã tổ chức một cuộc đấu giá một số tài sản của mình thông qua nhà đấu giá Joopiter của Pharrell Williams vào tháng 9 năm 2024: bao gồm các mảnh quần áo, tác phẩm nghệ thuật và đồ nội thất. Cuộc đấu giá đi kèm với một cuộc triển lãm tại bảo tàng Daelim.

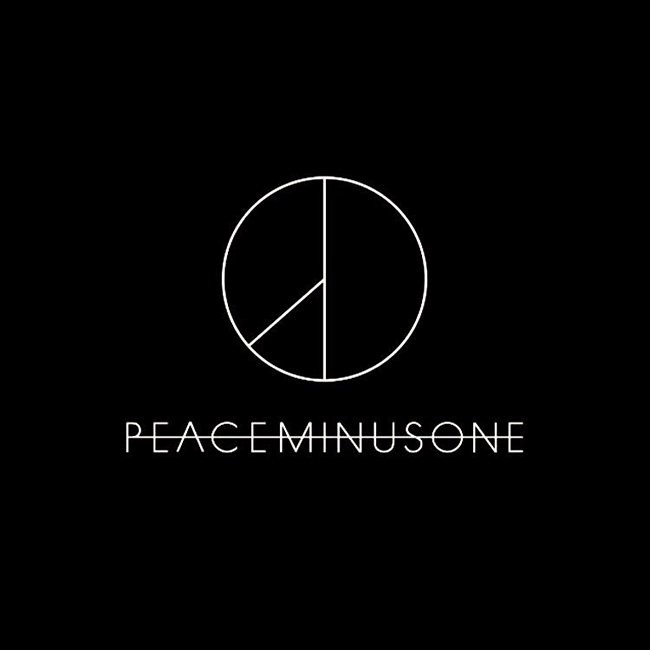
Logo Peaceminusone

Năm 2016, anh hợp tác với thương hiệu 8 Seconds, một phần của Samsung C&T Fashion Group, thiết kế bộ sưu tập thời trang đường phố đầu tiên của mình. Bộ sưu tập có thiết kế "phi giới tính" sáng tạo, phù hợp với cả nam và nữ. Sau đó, anh tiếp tục thiết kế ba bộ sưu tập cho thương hiệu này. Vào tháng 10 cùng năm, G-Dragon đã ra mắt thương hiệu thời trang cá nhân Peaceminusone với stylist lâu năm Gee Eun. Bộ sưu tập đầu tiên bao gồm áo phông, mũ lưỡi trai, đồ trang sức và tai nghe nhét tai. Ban đầu là một dòng sản phẩm chỉ bán trực tuyến, sau đó đã được mở cửa hàng thực tế tại Dover Street Market ở London và Seoul. Peaceminusone đã hợp tác với Ambush vào tháng 11 cho ra mắt bộ sưu tập trang phục denim, đánh dấu lần hợp tác thứ ba của anh với nhãn hiệu này. Cùng năm đó, anh đóng vai chính trong chiến dịch chính thức cho bộ sưu tập Thu Đông 2016 của nhãn hiệu thời trang Juun.J có trụ sở tại Seoul cùng Taeyang. Anh cũng trở thành đại sứ thương hiệu cho hãng thời trang Pháp Chanel, và đóng vai chính trong chiến dịch túi xách Gabrielle của nhãn hiệu này vào năm 2017, cùng với Pharrell.
Vào năm 2017, G-Dragon đã khai trương các cửa hàng pop-up cho thương hiệu Peaceminusone của mình, bắt đầu từ Seoul và tiếp tục ở Miami, Osaka và Hong Kong. Cuối năm đó, anh hợp tác với tạp chí Vogue để mở một cửa hàng pop-up khác ở Seoul, bán trang phục Peaceminusone X Vogue phiên bản giới hạn. Anh cũng đã hợp tác với nhà bán lẻ Pháp Colette và sản phẩm này được bán trên cửa hàng trực tuyến của anh. Năm 2019, anh đã hợp tác với Nike, ra mắt giày PEACEMINUSONE Para-Noise Air Force 1. Phiên bản thứ hai của giày PEACEMINUSONE Para-Noise Air Force 1 màu trắng đã được phát hành vào năm 2020. Những sự hợp tác tiếp theo, PEACEMINUSONE x Nike Kwondo 1 và PEACEMINUSONE x Nike Kwondo 1 "Panda", được ra mắt lần lượt vào tháng 12 năm 2021 và tháng 4 năm 2023.
Anh đã đóng góp vào cuốn sách mang tên AMBUSH dự kiến được Rizzoli xuất bản vào ngày 4 tháng 3 năm 2025.

### Từ thiện
G-Dragon đã thể hiện sự ủng hộ cho nhiều tổ chức từ thiện trong nhiều năm qua. Đáng chú ý, buổi hòa nhạc cuối cùng trong chuyến lưu diễn vòng quanh thế giới của anh vào năm 2013, một gian hàng đã được dựng lên nơi người hâm mộ có thể quyên góp để xây dựng một ngư trường ở Haiti, như một sự hợp tác với Chiến dịch With của YG Entertainment, mà trước đây anh đã hợp tác để giúp xây dựng một trường học ở Nepal. Cũng tại sự kiện này, anh và người hâm mộ từ 14 quốc gia trên thế giới đã quyên góp 9,9 tấn gạo để giúp đỡ trẻ em suy dinh dưỡng, người già neo đơn và những người khác có nhu cầu. Theo như đưa tin, anh đã quyên góp 81,8 triệu won (80.000 đô la Mỹ) mỗi năm vào ngày sinh nhật của mình. G-Dragon đã quyên góp 50 triệu won (43.400 đô la Mỹ) vào năm 2011 (khi người hâm mộ quyên góp dưới tên anh) và vào năm 2012 (riêng tư) cho Bệnh viện Đại học Quốc gia Seoul để giúp trẻ em mắc bệnh được điều trị. Điều này đã được tiết lộ một cách tình cờ vào năm 2017 khi tên anh được khắc trên một tấm bảng vinh danh những người đã đóng góp 100 triệu won trở lên.
G-Dragon đã sử dụng hình ảnh của mình để nâng cao nhận thức cho nhiều mục đích, bao gồm UNHCR và Product Red để chống lại AIDS. Ngoài ra, vào tháng 5 năm 2017, một khu rừng cây họ cam chanh đã chính thức được mở cửa, Seogwipo trên đảo Jeju, được đặt theo tên thật của G-Dragon, Kwon Ji-yong. Trái cây thu hoạch được từ khu rừng sẽ được quyên góp cho các sự kiện từ thiện.
Vào tháng 12 năm 2023, G-Dragon tuyên bố anh sẽ thành lập Quỹ JusPeace để chống lại chứng nghiện ma túy và hỗ trợ các nghệ sĩ. Quỹ được thành lập vào tháng 8 năm 2024. Anh đã quyên góp 300 triệu won (230.000 đô la Mỹ vào thời điểm đó) để giúp khởi động quỹ và giữ chức chủ tịch danh dự.

## Ảnh hưởng văn hóa và di sản
Được mô tả là "một ca sĩ-nhạc sĩ thiên tài" bởi The Korea Times, Vai trò của G-Dragon trong việc sản xuất nhiều sản phẩm của BigBang ngay từ giai đoạn đầu sự nghiệp được coi là "bất thường" vào thời điểm đó, vì hầu hết các ban nhạc K-pop đều được sản xuất thay vì tự sáng tác. Sự tham gia của anh đã định hình cách các nhóm nhạc thần tượng mới tương tác với âm nhạc của họ, khi The Korea Times thừa nhận rằng "sự nổi tiếng chưa từng có" và sự công nhận của anh "đã truyền cảm hứng cho nhiều người trẻ muốn trở thành thần tượng trở thành ca sĩ-nhạc sĩ". Các nghệ sĩ đã trích dẫn tác phẩm của anh như một nguồn ảnh hưởng bao gồm Zico, Be'O, BamBam của Got7, Jungkook và J-Hope của BTS, Ricky của Zerobaseone, Rocky của Astro, S.Coups của Seventeen, Jaden Smith, Younha, One, Lee Seung-hwan, Kim Eana, DinDin, và Grimes, người nói rằng K-pop, đặc biệt là G-Dragon, đã ảnh hưởng đến phong cách âm nhạc của cô "nhiều hơn về mặt hình ảnh so với bất kỳ điều gì khác". Người chiến thắng của Mix Nine Woo Jin-young đã tuyên bố rằng "This Love" của G-Dragon đã truyền cảm hứng cho anh trở thành một rapper.
Âm nhạc của anh đã nhận được sự đánh giá cao từ các nhà phê bình. Bài hát "One of a Kind" được liệt kê trong cuốn sách về những bài hát hip hop Hàn Quốc có ảnh hưởng nhất từ năm 1989 đến năm 2016 của nhà phê bình âm nhạc Hàn Quốc Kim Bong-hyun, coi đây là một trong 28 ca khúc định hình nên thể loại này. Đây cũng là bài hát duy nhất của một nghệ sĩ solo được đưa vào danh sách những bài hát của thần tượng nam hay nhất trong 20 năm qua của The Dong-A Ilbo năm 2016. Trong khi đó, Spin đã vinh danh "Crayon" là đĩa đơn K-pop hay nhất năm 2012, với bình luận của David Bevan rằng ca khúc này "gần như quá lớn so với sự kiện, quá táo bạo để đến từ thủ lĩnh của một nhóm nhạc nam". Năm 2013, "Crooked" được bình chọn là Bài hát của năm của MTV Iggy, trang web này bình luận rằng "G-Dragon đã tạo nên tiếng vang lớn trong thế giới K-pop và hơn thế nữa với album solo Coup d'Etat. 'Crooked' trong album đó là giai điệu bất tận của sự bùng nổ của anh ấy." Năm 2008, G-Dragon trở thành người trẻ nhất được liệt kê trong danh sách 10 nhạc sĩ vĩ đại nhất Hàn Quốc ở tuổi 20. Hiệp hội Bản quyền Âm nhạc Hàn Quốc hiện đang liệt kê hơn 180 bài hát mang tên G-Dragon. Năm 2015, thu nhập hàng năm của G-Dragon từ tiền bản quyền bài hát ước tính lên tới hơn 700.000 đô la một năm. He was the highest paid touring singer-songwriter in Korea, earning the most from songwriting royalties in 2012. Năm 2018, anh cân bằng với nhà sản xuất của YG Entertainment Teddy Park về tiền bản quyền kiếm được nhiều nhất cho việc viết lời bài hát và sáng tác bài hát trong lĩnh vực âm nhạc đại chúng từ Hiệp hội Bản quyền Âm nhạc Hàn Quốc. Cả hai đều nhận được giải Daesang cho ca khúc này, khiến G-Dragon trở thành thần tượng đầu tiên và duy nhất cho đến nay nhận được giải thưởng này.
G-Dragon được nêu bật là một trong "50 lý do tại sao Seoul là thành phố tốt nhất" của CNN vào năm 2011 và đứng đầu danh sách "Những thực thể có sức ảnh hưởng nhất của K-Pop" do Ilgan Sports bình chọn vào năm 2013. Cùng năm đó, người hợp tác Diplo tuyên bố rằng G-Dragon là một "hiện tượng, [anh ấy] lớn hơn cả bức tranh K-pop." Nam rapper cũng lọt vào danh sách "Những nhà lãnh đạo quyền lực của Hàn Quốc năm 2030" của tạp chí Forbes Hàn Quốc trong ba năm liên tiếp, gần đây nhất là vào năm 2014. Năm 2018, 35 giám đốc điều hành từ 35 công ty trong ngành công nghiệp âm nhạc Hàn Quốc đã chọn G-Dragon là nghệ sĩ solo xuất sắc nhất Hàn Quốc trong khi ABS-CBN liệt kê anh là trưởng nhóm thần tượng K-pop được yêu thích nhất của họ, vì sự sáng tạo, tận tụy và chăm chỉ của anh. Cùng năm đó, The Guardian xếp hạng G-Dragon ở vị trí thứ 11 trong danh sách "30 thành viên nhóm nhạc nam xuất sắc nhất", trở thành một trong hai nghệ sĩ Hàn Quốc duy nhất được liệt kê. G-Dragon đã được nhiều ấn phẩm truyền thông gọi là "Ông hoàng K-Pop" bao gồm Rolling Stone, Dazed và Vogue. Nghệ thuật, sự nghiệp đa dạng, sự nổi tiếng và mức độ ảnh hưởng của anh đã được so sánh với ca sĩ người Mỹ Michael Jackson bởi Billboard, Vogue, và i-D, người đã ca ngợi anh là "Michael Jackson của thiên niên kỷ". Mặc dù thành công với tư cách là nghệ sĩ solo và trưởng nhóm BigBang, G-Dragon đã thừa nhận rằng anh không nhận ra mình nổi tiếng đến mức nào cho đến khi tham gia chuyến lưu diễn vòng quanh thế giới đầu tiên của BigBang Alive Galaxy Tour.

## Đời tư
Năm 2018, The Gazette Review ước tính giá trị tài sản ròng của G-Dragon là 40 triệu đô la Mỹ.
G-Dragon bắt đầu nghĩa vụ quân sự bắt buộc vào ngày 27 tháng 2 năm 2018. Sau khóa đào tạo cơ bản tại Sư đoàn Bộ binh số 3 'Xương Trắng' của Hàn Quốc ở Cheorwon, Tỉnh Gangwon, anh được phân công làm lính chính quy. Anh xuất ngũ vào ngày 26 tháng 10 năm 2019 tại trụ sở Bộ tư lệnh tác chiến mặt đất của Quân đội Hàn Quốc tại Yongin. Anh ấy đã tổ chức một sự kiện gần đó với khoảng 3000 người hâm mộ vào cùng ngày.
Tháng 6 năm 2024, Viện Khoa học và Công nghệ Tiên tiến Hàn Quốc (KAIST) đã bổ nhiệm G-Dragon làm giáo sư thỉnh giảng trong thời gian hai năm, trong đó anh sẽ có bài giảng về lãnh đạo cho sinh viên của trường đại học.

### Những lời cáo buộc
G-Dragon có kết quả xét nghiệm dương tính với cần sa vào năm 2011. Mặc dù xét nghiệm nước tiểu vào tháng 8 cho kết quả âm tính, nhưng xét nghiệm tóc vào tháng 10 lại phát hiện kết quả dương tính yếu với cần sa. Vì đây là lần đầu tiên anh phạm tội với một lượng nhỏ ma túy nên đã bị truy tố và anh không bị buộc tội. Sau đó, anh ta khẳng định đã nhận một điếu thuốc do một người hâm mộ ở Nhật Bản tặng trong một bữa tiệc hồi tháng 5, nhưng đã vứt nó đi sau khi nhận ra đó không phải là một điếu thuốc bình thường. Anh đã xuất hiện lần đầu tiên trước công chúng sau vụ bê bối tại MTV EMAs 2011 với nhóm của mình.
Vào ngày 25 tháng 10 năm 2023, G-Dragon đã bị Cảnh sát thành phố Incheon bắt giữ và điều tra vì cáo buộc sử dụng ma túy. Vụ án đã được khép lại vào ngày 13 tháng 12 năm 2023 do một loạt các xét nghiệm ma túy có kết quả âm tính và không đủ bằng chứng.

### Bất động sản
Danh mục bất động sản của G-Dragon bao gồm nhiều căn hộ: một tại Cheongdam-dong (có giá trị từ 15 đến 18 tỷ won), một tại Seongsu-dong (có giá trị 3 tỷ won) và một tại Hannam-dong (có giá trị 16,4 tỷ won). Anh cũng sở hữu một tòa nhà tổ hợp sáu tầng ở Cheongdam-dong được anh mua vào năm 2017 với giá 8,85 tỷ won.

## Danh sách đĩa nhạc
- Heartbreaker (2009)
- Coup d'Etat (2013)
- Übermensch (2025)

## Danh sách phim và chương trình truyền hình
- 무한상사 (Muhan Company) (2016) trong vai Giám đốc điều hành Kwon
- The Act III: Moment of Truth The End (2018) trong vai chính mình[312]
- Good Day (2025)[134]

## Lưu diễn
- Shine a Light Concert (2009)
- One of a Kind World Tour (2013)
- Act III: M.O.T.T.E World Tour (2017)
- Übermensch World Tour (2025)